# El reino de este mundo
El reino de este mundo es una novela publicada en 1949 en Chile por el escritor cubano Alejo Carpentier cuyo tema principal se enmarca en la revolución haitiana.
Sin mencionar, por supuesto, el valor literario de la obra, la dedicación y comprensión que mostró Carpentier por medio de la literatura sobre la cultura de América ha hecho que esta novela sea ampliamente aceptada por la crítica, y que hoy pertenezca al canon académico.[cita requerida]

## Instancias previas
A la fascinación por el Barroco y el contacto con el surrealismo durante su estancia en Europa, se suman las experiencias vividas por Carpentier a su regreso a Cuba. En una ocasión asistió a una ceremonia vudú, lo que despertó su interés por el afro-cubanismo. Además, en 1943 hizo un viaje, crucial para él, a Haití, donde visitó la fortaleza de Laferrière. Ambos se encontraban construidos por el emperador Henri Christophe.

## Lo real maravilloso
En el prólogo de El reino de este mundo, Carpentier describió su mirada de «lo real maravilloso» o lo maravilloso real, que algunos críticos interpretan como sinónimo de realismo mágico, aunque esto no es correcto puesto que son fenómenos distintos. Lo real maravilloso (ver también: real-maravilloso) es una categoría cultural y estética planteada por Carpentier para explicar las particularidades de América Latina, mientras que el realismo mágico es una corriente literaria, nacida en Europa del Este, durante las vanguardias de inicios del siglo XX que García Márquez adecuó a su visión particular de lo latinoamericano y luego, por la popularidad del escritor colombiano, se generalizó erróneamente como sinónimo también de «real maravilloso» o de «realismo mítico», tipo Miguel Ángel Asturias o Juan Rulfo. [cita requerida]
A grandes rasgos, el concepto de lo maravilloso implica un sentido de sorpresa frente a lo inusual e inesperado, o un fenómeno improbable. Este puede ocurrir en varias maneras: naturalmente, como resultado deliberado de la manipulación de la realidad o por la percepción del artista, y finalmente por intenciones sobrenaturales. Por otra parte, estos provocan la presencia de algo diferente de lo normal.[cita requerida]
Carpentier, ya muy alejado de los surrealistas, concluye que «lo real maravilloso» es patrimonio y natural de Latinoamérica.[cita requerida]
Es por esto que algunos de los personajes de la novela están tomados de la realidad, como, por ejemplo, François Mackandal, el más famoso líder de la Revolución haitiana.
Lo maravilloso, según comenta Carpentier en su prólogo, comienza a serlo de manera inequívoca cuando surge de una alteración de la realidad (el milagro), de una reelación privilegiada de la realidad, de una iluminación inhabitual o singularmente favorecedora de las inadvertidas riquezas de la realidad, de una ampliación de las escalas y categorías de la realidad, percibidas con particular intensidad en virtud de una exaltación del espíritu que lo conduce a modo de «estado límite». La sensación de lo maravilloso presupone una fe; el que no cree en santos no puede curarse con milagros de santos.
La influencia de esta obra y, en realidad, de esta teoría fue enorme en los posteriores escritores latinoamericanos.

## Personajes principales

### Ti Noél
Protagonista de la obra, no sabe de letras, seguidor de Mackandal y Bouckman, su dueño es Monsieur Lenormand de Mezy. Tras las revueltas en Haití, la casa del amo ha quedado destruida, así que Lenormand viaja con sus esclavos a Cuba en busca de otra suerte; allí el amo se hace jugador de naipes hasta que pierde todo, incluido Ti Noel. Con su nuevo amo, Ti Noel reúne el aguinaldo suficiente para ir en cubierta de vuelta a Haití. Allí vivirá en las ruinas de la antigua casa de Lenormand y participará de manera importante en el derrocamiento del rey negro Christophe, quien se había hecho más tirano que los franceses. Finalmente, durante el gobierno de los mulatos republicanos, éste practicará el ejercicio de la metamorfosis y el dominio de las fuerzas de la naturaleza.
Ti Noel, por un lado, representa la creencia en la tradición africana de Haití, el vudú, el teriomorfismo, la magia, etc., y, por otro, es un hombre que ante todo es un amante de la libertad.

### Mackandal
El rebelde que instiga el alzamiento. En un accidente pierde un brazo y Ti Noel se hace amigo de él. Mackandal le lleva a conocer a una mujer con poderes mágicos(bruja). Mackandal huye y Ti Noel recibe una nota suya para un encuentro que tiene lugar en una cueva. Mackandal aprende a usar hongos venenosos y logra envenenar a muchos amos, y familias enteras. Los colonizadores logran capturar a Mackandal. Cuando deciden quemarlo, como lección para los esclavos. Mackandal parece volar sobre los negros esclavos quienes corren despavoridos pensando que el negro huyó, pero no vieron que fue recapturado y lanzado al fuego. Los esclavos pensaron que éste se transformó en mariposa (en algún momento se denominará Mackandal a una especie de mariposa proveniente de Haití) logrando así la libertad. La transformación solo la ven los esclavos y los iniciados de la religión vudú. El poder de cambiar de figura es una característica de las religiones animistas, y aquí es exactamente lo que señala «lo real maravilloso» de Carpentier. Los amos no se dan cuenta de esa transformación. Carpentier revela esos dos puntos de vista, cambiando la perspectiva narrativa. Mackandal es el ídolo de los esclavos en la obra, porque simboliza la libertad y poderes estrictamente afroamericanos.

### Bouckman
Personaje histórico. Figura jamaiquina, sucesor y continuador de los proyectos del manco Mackandal. Dirige la segunda revuelta de negros, muere decapitado. A diferencia del primer líder de las sublevaciones en Haití: Mackandal, organiza de mejor forma la revuelta realizando un pacto, llamado congreso de sombras

## Reseña
El amo de Ti Noel, Mezi, muerta su esposa por causa de la peste, se casa con una viuda quien también muere al poco tiempo, entonces él va en busca de Mademoiselle Floridor, una actriz fracasada que se convertirá en su nueva amante. Pronto aparece un nuevo líder rebelde, Bouckman, quien encabeza una rebelión mucho más fuerte. Ti Noel también se une a la rebelión, sonando ya las caracolas Ti Noel junto con los demás esclavos atacan la casa de su amo ultrajando incluso a Mademoiselle Floridor, a quien después asesinan. Lenormand de Mezi en tanto se esconde en un pozo donde escapa de morir a manos de sus esclavos. La rebelión termina cuando arrestan a Bouckman y lo decapitan, luego arrestan también a los rebeldes y los fusilan. A punto de ser fusilado, Ti Noel es salvado por su amo, quien pide que aplacen su muerte. Después de un largo viaje para relajarse, muere Lenormand de Mezi y Ti Noel es adquirido por un nuevo amo; entre tanto junta poco a poco sus monedas para comprar su libertad, una vez adquirida esta, se refugia en el que habría sido el caserío de su amo Lenormand de Mezi. Un día ve pasar a unos soldados vestidos muy diferente al modo español y los sigue, descubriendo así el famoso reino de Haití, donde el rey es Henri Christophe; al inicio cree encontrar un reino de gente como él en el que todos son tratados con más dignidad, pero al ser apresado por los soldados de este rey se da cuenta de que este nuevo reino es igual o peor que las monarquías de Francia.
Paralelamente a esta historia también se cuenta un poco la vida de Solimán, un hombre esclavo también de raza africana que es masajista de Paulina Bonaparte, quien por el apellido podría sospecharse familiar de Napoleón Bonaparte, haciéndose referencia con este dato a que estas ideas un tanto revolucionarias también se debían a que en ese contexto se daba la revolución francesa con ayuda de filósofos ilustrados que aportaron con sus ideas liberales. Solimán, por lo que se relata en el texto, se enamora de Paulina, a quien le complace mucho ser el deseo de los hombres. A la muerte del amado de Paulina, el actor Leclerc, quien al parecer había retornado de su último viaje contrayendo una enfermedad terminal, se entrega a una serie de rituales ejecutados por Solimán creyendo así ahuyentar al mal. Aquí es donde estas historias se unen: Solimán llega al reino de Haití al parecer como uno de los pajes que iban a ser liberados, y es allí cuando después de presentarse el espectro de un sacerdote condenado a muerte por Henri Christophe por querer irse de este reino sabiendo los secretos de este rey, este cae muy enfermo y es aprovechado por sus esclavos y demás servidores para entablar una rebelión, así escapan todos y destruyen este reino; el rey, muy consternado por esto, se suicida dejando a su esposa (María Luisa) y sus hijas (Atenais y Amatista) a su suerte, quienes son rescatadas y ayudadas a escapar  por los pajes restantes que quedaban en el palacio.
Después de saqueado el palacio, el cuerpo de Henri Christophe, antes rey de Haití, es hundido en material para construcción y son dejadas en libertad su esposa y sus hijas. Así, junto a Solimán, pasan sus días; este se enamora de una mujer y se hace pasar por sobrino de Henri Christophe, en uno de estos episodios van hacia una sala llena de estatuas entre las cuales descubre una en particular, que, al acariciar, se da cuenta de que se trata del cuerpo de Paulina Bonaparte, entonces da un grito de horror en su afán por querer sacarla de allí creyéndola aún con vida.
Por otro lado, Ti Noel pasa sus días en las ruinas de la casa de Lenormand de Mezi preguntándose cuál era su propósito en la vida, así descubre el arte de transformarse en animal creyendo que podría así pasar el resto de sus días sin tener que esconderse de nadie, pero se da cuenta entonces de que de nada vale, pues la situación en la que se halla es la misma de muchos animales, incluso como uno de sus animales favoritos, el ganso, es discriminado y relegado a labores poco dignas, entonces critica su pensamiento tan limitado y añora la época cuando conoció a Mackandal, se cuestiona el no ser valiente como él, cuyos poderes habían sido concebidos para reclamar los derechos de otros hombres, es decir, para servir a su pueblo, se siente inferior al no poder ser como Mackandal. Días después se desata una infernal tormenta que destruye todo a su paso, después de la cual no se sabe más de Ti Noel. Este final insinúa que probablemente habría sido llevado por su amigo Mackandal.

## Ideas sobre la novela en el prólogo de Alejo Carpentier
1 - Existió un  Mackandal dotado de poderes por la fe de sus contemporáneos y esa magia alentó una de la sublevaciones más dramáticas y extrañas de la Historia.
2 - Se narra una sucesión de hechos extraordinarios sucedidos en la isla de Santo Domingo, en determinada época que no alcanza el lapso de una vida humana, dejándose que lo maravilloso fluya libremente de una realidad estrictamente seguida en todo sus detalles
3 - La novela ha sido establecida sobre una documentación estrictamente rigurosa que no solamente respeta la verdad histórica de los acontecimientos, sino los nombres de los personajes -incluso secundarios-, de lugares y hasta de calles  y bajo su aparente intemporalidad, un minucioso cotejo de fechas y de cronología
Sin embargo por la dramática singularidad de los acontecimientos, por la fantástica apostura de los personajes que se encontraron, en determinado momento, en la encrucijada mágica de la Ciudad del Cabo, todo resulta maravilloso en una historia que es tan real

¿Pero qué es la historia de América toda sino una crónica de lo real-maravilloso?